# Месджеде-Солейман
Месдже́де-Солейма́н (перс. مسجد سلیمان‎ — «мечеть Сулеймана») — город в Иране.
Город Месджеде-Солейман находится в южноиранском остане Хузестан. Численность его населения составляет 127 534 человек (на 2005 год); жители относятся преимущественно к народности бахтиары. На месте расположения города, в его центральной части, районе Нафтун, в 1908 году было обнаружено месторождение нефти — первое на территории Ближнего и Среднего Востока. Город возник около 100 лет назад из поселения, созданного Англо-персидской компанией, искавшей здесь нефть. Близ города расположены три крупные плотины — Шахид-Аббаспур (Karun-1), Карун-3 и Месджеде-Солейман.

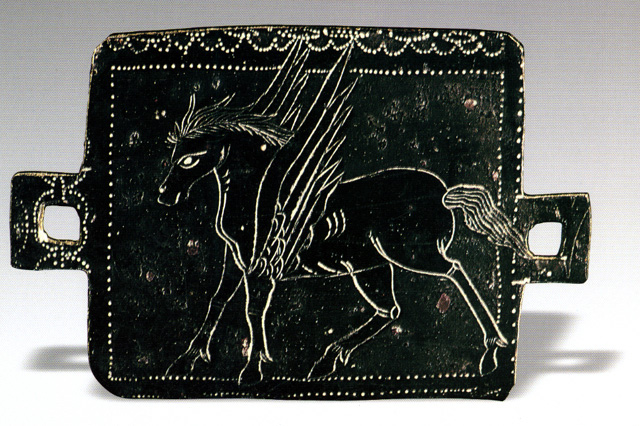
Бронзовый парфянский поднос с изображением Пегаса (из раскопок в Месджеде-Солейман)

Близ города, в 40 километрах восточнее Шуштера, находится одноимённое историческое городище. В результате проводимых здесь археологических раскопок был обнаружен и исследован построенный на террасе размером в 54×91 метр парфянский, а затем сасанидский храм, к которому вели три лестницы — с севера, юга и востока. Ещё раньше, в эпоху Селевкидов, здесь был большой храм Афины Гиппии, разрушенный впоследствии парфянами. О существовании такого храма в этой местности упоминает Страбон (XVI.1.18). К северо-западу от храма Афины находилось ещё одно, меньшее (8×17 м) помещение. По мнению некоторых экспертов и на основании находок этот малый храм был посвящён культу Геракла.

## Достопримечательности
Одним из главных достопримечательностей признан старый холм Барданшанде в виде каменной плиты с лестницею, расположенный в 10 километрах от Месджеде-Солеймана. Он возник при Ахеменидах. Тогда был построен храм огня, где найдены монеты и керамическая посуда.
На юге города, в старейших его кварталах, можно увидеть старый холм Кальге-Зарин, где существует большое количество древних памятников, скульптур и каменных надписей.
Скважина № 1, другое название - «Нафтун», является первою скважиною в иранском государстве, где была обнаружена нефть - важный источник дохода страны. Старый нефтеперерабатывающий завод г. Месджеде-Солейман, а также сооруженные Англо-персидскою нефтяною компанией древние дороги и мосты напоминают об истории добычи нефти в городе .
Археологический и этнографический музей Месджеде-Солеймана расположен около холма Кальге-Зарин. Он располагается в одном из старых зданий Англо-персидской нефтяной компании. У музея есть четыре экспозиции: археология, этнография, лекарственные травы и экспозиция Загроса.
В Южном Загросе, в окрестностях Масджеде-Солеймана, есть заповедник Шов-о Ляндар. Он в основном находится в гористой местности. В нём можно увидеть разнообразные виды растений и животных, представляющих характерные особенности Загроса. Там обитает, в частности, загросский тритон - весьма редкий вид тритонов. После провозглашения этой территории заповедником, площадь охраняемых территорий Хузестана достигла 11%, это весьма высокий показатель.
Мост Усур (вернее, то, что от него осталось), находится на одном из притоков реки Карун. Он был возведен в эпоху Сасанидов..
В городской черте Месджеде-Солеймана расположен и древний храм огня Джавидан. В его строительстве, которое состоялось 2,6 тыс. назад, вероятно, принимали участие и те, кто строили Персеполис.

## Демографическая динамика
Динамика населения Месджеде-Солеймана весьма необычна для иранских городов: за последнее 20-летие произошло абсолютное уменьшение его населения. В 1986 г. в городе насчитывалось 104,8 тыс. человек, в 1991 г. - 107,6 тыс., в 1996 г. - 116,9 тыс., в 2006 г. оно сократилось до 108,7 тыс., в 2011 г. - 103,4 тыс., а в 2016 г. - 100,5 тыс. С 1996 по 2016 гг. население города сократилось на 16,4 тыс. человек.

## Известные уроженцы и жители
- Мохсен Резайи (р. 1954) — иранский государственный деятель.
- Мехран Карими Нассери (1942-2022) — иранский беженец, проживший в терминале Международного аэропорта имени Шарля де Голля с 26 августа 1988 года по июль 2006 года.